# Bulevares de Parla
Los bulevares de Parla, fueron desarrollados en lo que antiguamente era el antiguo camino real de Toledo-Madrid y viceversa, que después pasó a ser la carretera antigua de Toledo que atravesaba Parla, y fragmentaba el municipio en dos. 

## Historia
La creación de estos bulevares empezó cuando se desvió la carretera de Toledo en los años 80, pues era la gran avenida de Parla denominada en aquel entonces como avenida del Generalísimo, hasta que en 1979, se eliminan las calles con nombre del régimen del franquismo, renombrándola como calle Real, recuperando el nombre tradicional, ya que en los siglos pasados fue el antiguo camino real de Toledo a Madrid.
Ya que atravesaba Parla de norte a sur, se crearon dos bulevares en las zonas más amplias, denominándolos como bulevar Norte y bulevar Sur, su desarrollo seguía el modelo de los paseos centrales arbolados, de una avenida o calle ancha siguiendo un trazado continuado, rehabilitando todo su entorno, facilitando la movilidad urbana del municipio, así como la desaparecieron de los pasos peatonales subterráneos, la creación de gran arbolado con jardines y mobiliario urbano, convirtiéndose en una de las calles principales y céntricas del municipio Parleño, donde se encuentran edificios importantes como la Iglesia de Nuestra Señora de la Asunción, la comisaría de la Policía Nacional, la estación de cercanías entre otros, además de contar con múltiples tiendas.
Con la implantación del tranvía entre los años 2005 a 2008, los bulevares sufren una remodelación importante pues cambio todo su entorno por completo, creando una unión entre ambos Bulevares totalmente peatonal, denominándola como bulevar Central, para hacer de la calle Real una calle más comercial.

### Bulevar Norte

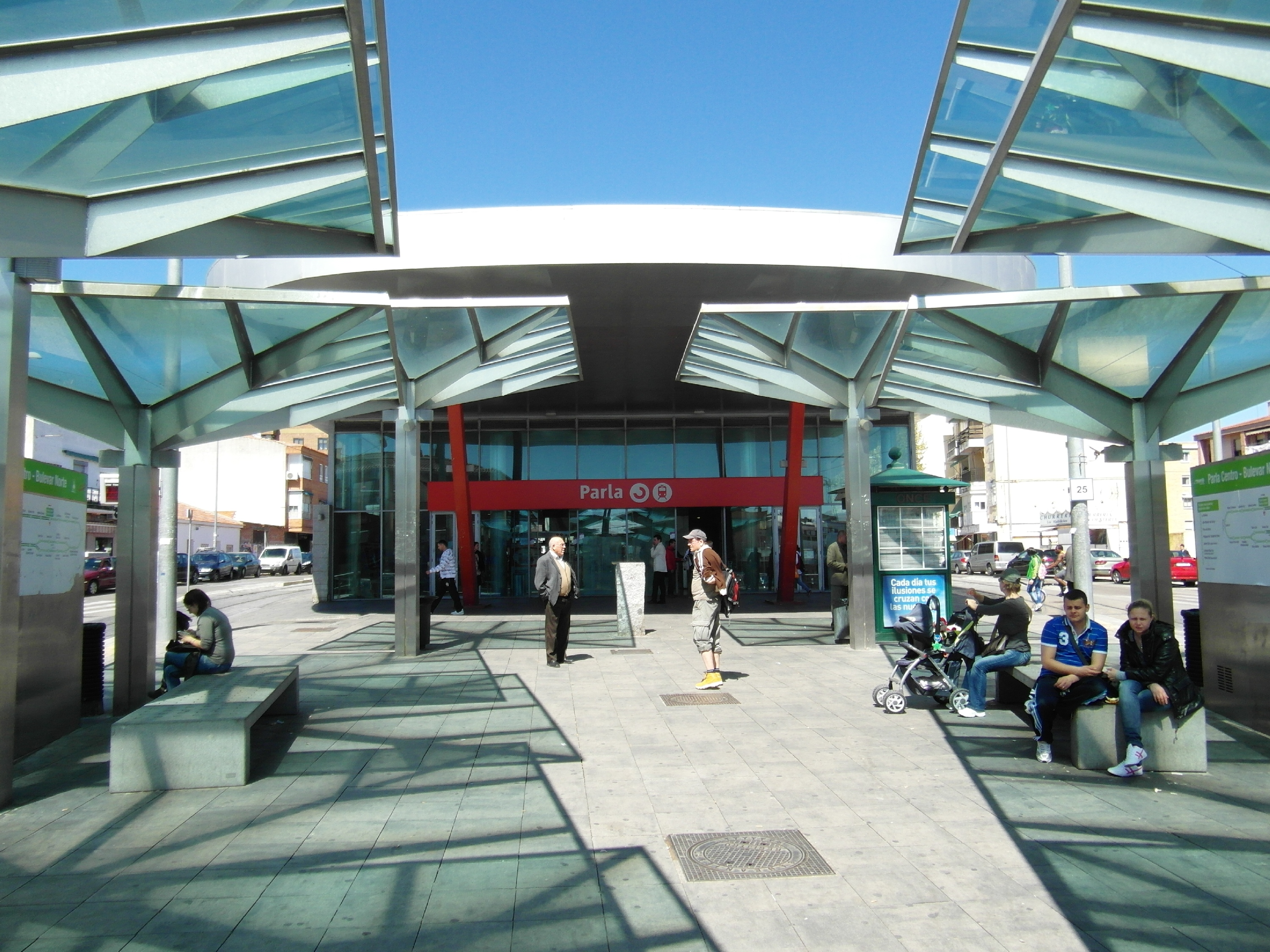
Bulevar Norte, en la zona del intercambiar del tranvía con la estación de cercanías

El bulevar Norte sufrió una gran remodelación en 1994, debido a que la estación de cercanías por su lejanía es trasladada al centro del municipio, construyendo la nueva estación en el bulevar Norte, esta remodelación recibe nuevo acerado, alumbrado, y todo el mobiliario urbano, además de nuevo arbolado, principalmente acacia mimosa, y desaparece el pequeño espacio donde se realizaban eventos teatrales conocido como el anfiteatro del bulevar. En él se celebraban eventos como la feria del libro, debido a la cercanía de la antigua casa cultural y de la juventud ya desaparecida. A principios de los años 2000 se renombra como bulevar Norte de Francisco Tomás y Valiente; se colocó una placa en su memoria y se colocó un monumento contra la intolerancia.
Con la implantación del tranvía, el bulevar Norte se volvió a remodelar totalmente, destaca en su actualización el cambio de fachada de la estación de cercanías cogiendo más terreno, siendo una estación más grande, que incluye dos locales comerciales y con dos puertas de acceso, se añade en la entrada principal un intercambiador con el tranvía de Parla suprimiendo la rotonda de bienvenida a Parla, los laterales del bulevar se estrechan para el paso del tranvía, se suprime el parque infantil, y se pierde gran parte del arbolado, se crean nuevos jardines y se incluyen dos kioscos uno con función de bar y otro utilizado como floristería.    

### Bulevar Sur

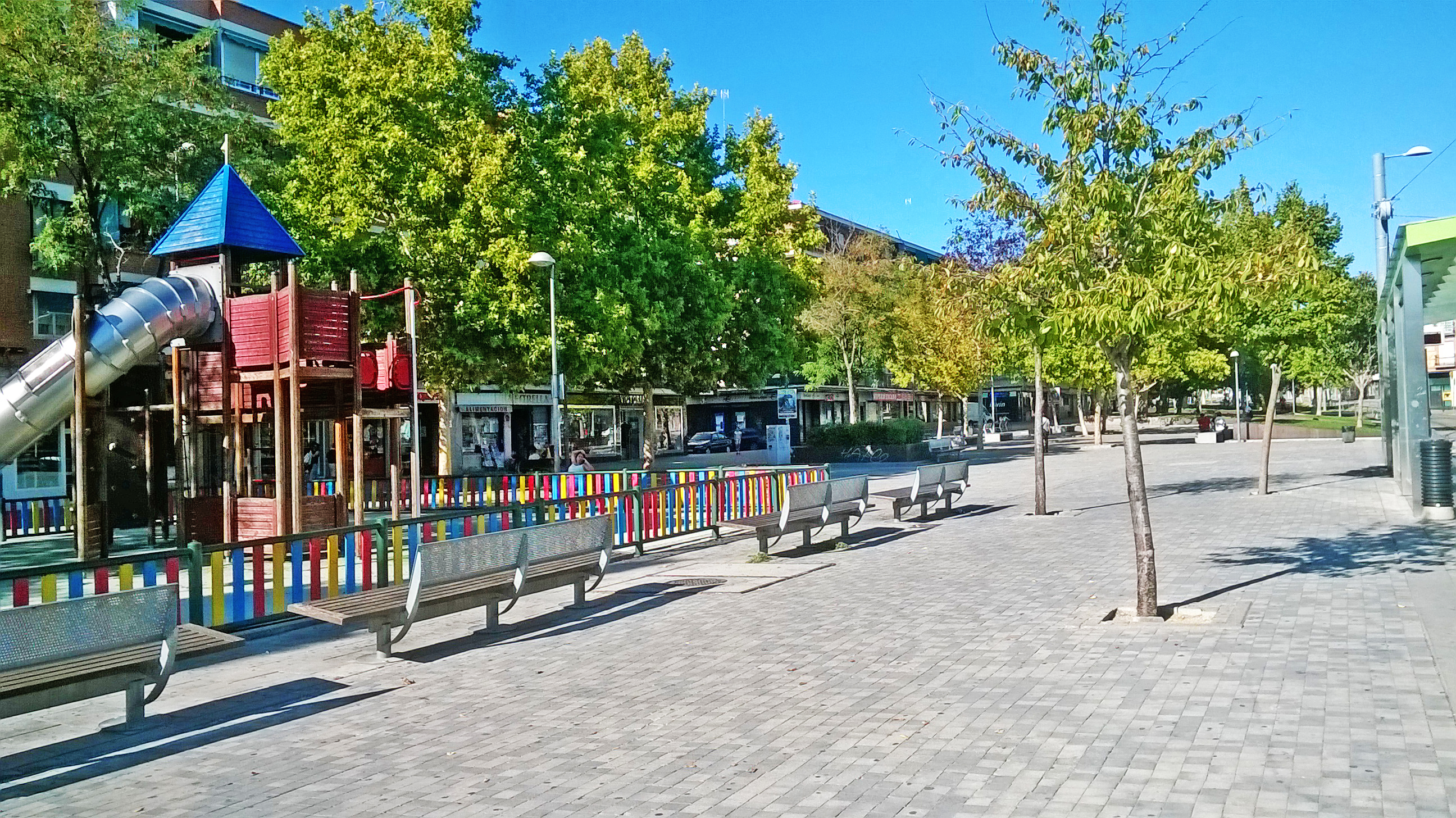
Bulevar Sur, en la zona de la parada del tranvía

El bulevar Sur, su diseño era muy similar al bulevar norte pues ambos bulevares se hicieron a la par y tenían una estructura y mobiliario compartido, decorado en blanco con asientos de piedra con jardineras y un gran arbolado, suelo con baldosas amarillas. La gran diferencia era que el bulevar Sur, destacaba en él una fuente, una pista de patinaje, parque infantil y una gran cúpula blanca que era multiusos, utilizada en las fiestas a modo de kiosco o Templete para los conciertos de música, fueron muchos los celebrados como en 1991 el concierto de Medina Azahara, entre otros,  por otro lado también se utilizaba para entregar los premios de las carreras populares como pódium, se hacían mítines, es decir, el bulevar Sur estaba más enfocado para celebrar eventos. Entre ellos el más importante fue la visita el 12 de diciembre de 1994, de los reyes de España (Juan Carlos I y Sofía de Grecia), en su recorrido donde visitaron varios municipios del sur de Madrid.
En 2003 se amplió el bulevar Sur, desde la rotonda del ángel, que paso a integrar una fuente, ubicada justo al lado de la comisaría de la policía nacional, hacia la Calle Toledo, hasta la próxima rotonda.
Con la construcción del tranvía sufrió un cambio radical perdió la fuente original por una más modernista, se perdió gran parte del arbolado y sus grandes jardines, se suprimió la pista de patinaje y perdió la gran cúpula donde se celebraban los eventos, por otro lado ganó una parte peatonal dotándolo de mayor anchura, y en él se encuentra de una las paradas del tranvía que enlaza con la de autobuses.

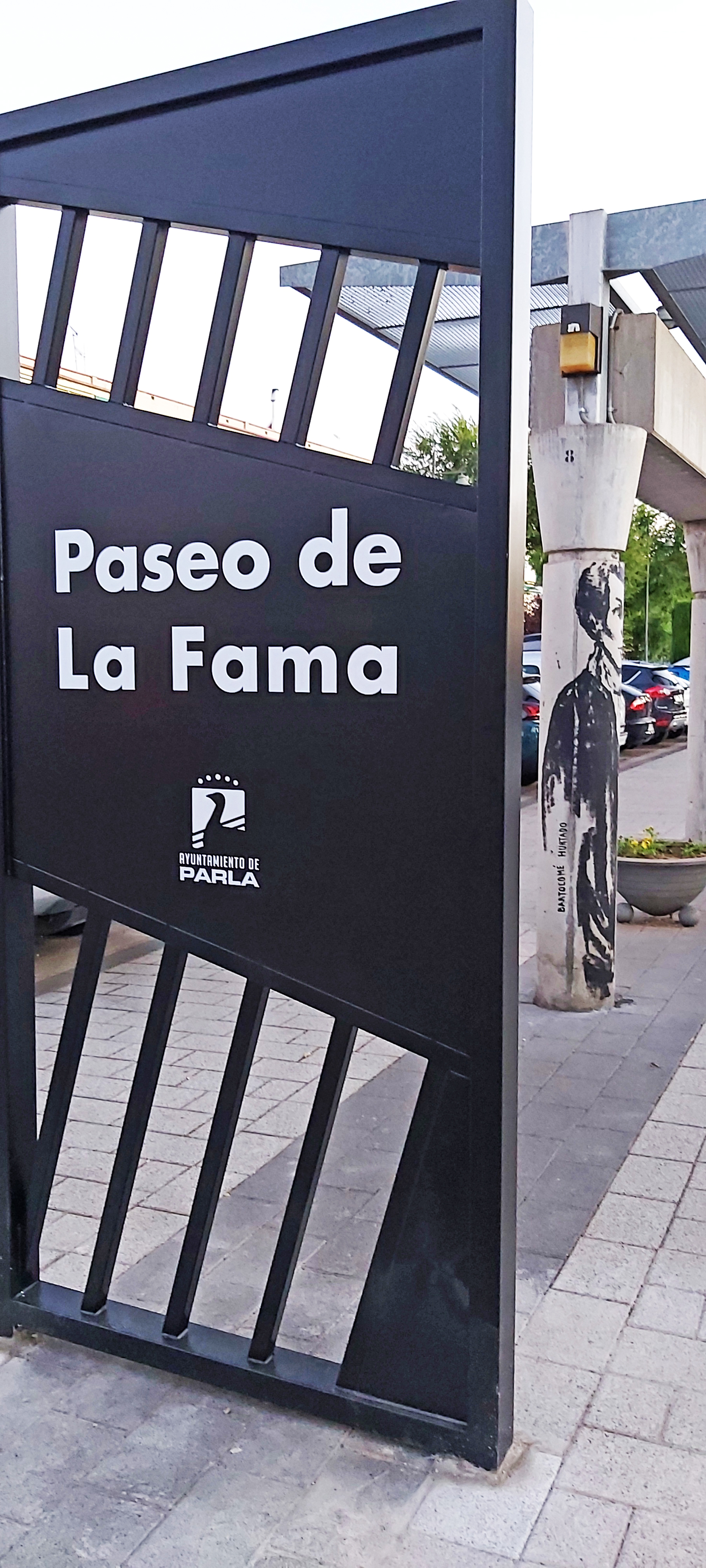
Paseo de la fama, en el bulevar Sur

En 2019 se decide nombrar varios espacios del municipio honrando la memoria de personas que han destacado en la historia de la democracia, libertad y justicia, lo cual uno de estos lugares será el bulevar Sur para así también diferenciar las dos partes que lo forman, pero no sería hasta 2022 cuando esto se hace realidad, pasando la parte antigua a denominarse bulevar Sur-Miguel Ángel Blanco. A su vez, también recibirá este nombre la parada del tranvía situada en él, Este mismo año se coloca en el bulevar Sur-Miguel Ángel Blanco una escultura del símbolo femenino que representa la igualdad, Por otro lado la parte de la ampliación pasa a denominarse "Bulevar Super Sur - Charles Darwin", en el se inaugura el 3 de septiembre, el paseo de la fama, que se basa en homenajear a diferentes parleños ilustres, el primero de los parleños en estar representado en este paseo es, Bartolomé Hurtado, al que se le unirán más adelante otros parleños, irán ubicados en las columnas del bulevar, donde se colocara una placa con un código QR con información de la persona y se representara con un dibujo, foto o motivo artístico. 

#### Paseo de la fama de Parla
El paseo de la fama representa actualmente a los siguientes personajes:
| Homenajeado              | Fecha de inauguración    | destaca por ser     | Imagen |
| ------------------------ | ------------------------ | ------------------- | ------ |
| Bartolomé Hurtado García | 3 de septiembre de 2022  | Arquitecto real     |        |
| Tennessee                | 29 de diciembre de 2022  | Grupo de música     |        |
| Luna Fulgencio           | 10 de junio de 2023      | Actriz              |        |
| Juan José Ballesta       | 2 de septiembre de 2023  | Actor               |        |
| Rocío Pérez              | 29 de diciembre de 2023  | Soprano             |        |
| Javier Castillejo        | 22 de junio de 2024      | Boxeador            |        |
| La La Love You           | 14 de septiembre de 2024 | grupo musical       |        |
| Manuel Moncadita         | 28 de diciembre de 2024  | cantaor de flamenco |        |